# Peter Howard (Stadtoriginal)

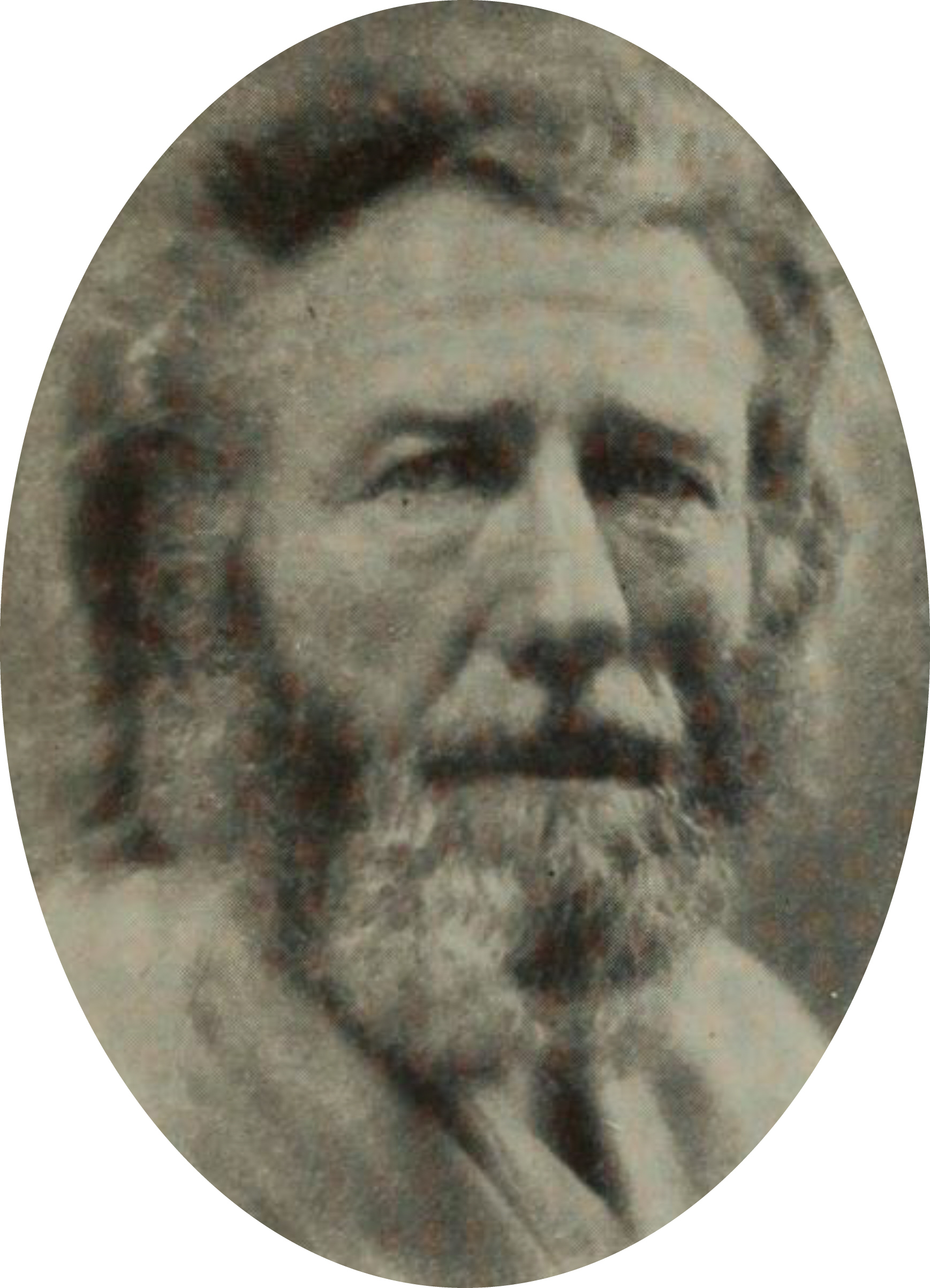
Peter the Hermit (1922)

When the Five O'Clock Whistle Blows in Hollywood, 1921 – vorne links Peter Howard

Peter Howard (* 26. Juni 1878 in Knocklong, County Limerick; † 14. März 1969 in Los Angeles), bekannt als Peter the Hermit, war ein Stadtoriginal und Exzentriker in Hollywood.
Howard, ein gebürtiger Ire, hatte zunächst in Chicago gelebt. 1918 kam er, nachdem er eigenen Angaben zufolge zuvor zur See gefahren war, nach Hollywood. Allerdings lässt sich seine Lebensgeschichte nicht mehr mit Sicherheit erschließen, da er sich stets weigerte, im Detail über seine Zeit vor der Ankunft dort zu sprechen und auch gezielt irreführende Aussagen zu seinem Alter machte, die Nachforschungen über seine Herkunft lange Zeit erschwerten. Bereits 1921 war er in der Filmstadt eine allgemein bekannte Gestalt: In der Septemberausgabe von Vanity Fair erschien in jenem Jahr Ralph Bartons Karikatur When the Five O'Clock Whistle Blows in Hollywood, in der neben berühmten Schauspielern und Regisseuren auch Peter Howard dargestellt ist und in der zugehörigen Beschreibung ausdrücklich genannt wird als Peter the Hermit, der in den Hügeln oberhalb von Hollywood lebt und sich täglich auf Kreuzzüge nach den Studios begibt.
Als Peter the Hermit wurde er seit mindestens den frühen 1920er Jahren bezeichnet, da er in jener Zeit tatsächlich ein Leben führte, das an die Existenz eines Einsiedlers erinnerte: Er lebte in einer Hütte in den damals noch unbebauten und weitgehend unerschlossenen Hollywood Hills, umgeben von einer Herde Ziegen und einigen anderen Haustieren, zunächst in der Umgebung des Beachwood Canyon und später, als dort die Erschließung einsetzte, im Laurel Canyon. Seinen Lebensunterhalt verdiente er als Filmstatist, wobei ihm sein früh ergrauter langer Bart ein Aussehen verlieh, mit dem er ständig Beschäftigung in den zahlreichen Bibelverfilmungen und Historienfilmen fand. Auch wenn keine Dreharbeiten anstanden, begab er sich täglich von seiner Hütte in den Hügeln ins nahe Hollywood, streifte in einer mönchsartigen Robe mit Sandalen und Wanderstab über den Hollywood Boulevard und ermahnte Menschen im Gespräch unter anderem, sich gesund und vegetarisch zu ernähren.
Durch sein markantes Erscheinungsbild wurde der Exzentriker Howard eine der populären Gestalten Hollywoods bis in die 1950er Jahre. Seine Bekanntheit war über die Stadt hinaus so groß, dass Touristen nicht nur Postkarten mit seinem Porträt erwerben konnten, sondern auch Andenken wie etwa Büsten aus Bronze und Bücherstützen, die sein Bildnis zeigten. Mehrfach wurde in der Presse landesweit über ihn berichtet.
In späteren Jahren wurde durch die sinkende Zahl an Bibel- und Historienfilmen das Angebot an Statistenrollen für Howard immer geringer. Nachdem er im Zuge der fortschreitenden Erschließung der Hollywood Hills Ende der 1950er Jahre seine letzte dortige Unterkunft im Laurel Canyon verlassen musste, lebte er in der Folgezeit an verschiedenen Orten Hollywoods zur Miete. Obgleich er weiterhin in den Straßen der Stadt präsent war, ging seine Bekanntheit zurück. Er versuchte sich, nachdem er wohl bereits 1920 mit Esoterikern in Verbindung gestanden hatte, als Spiritist, befasste sich zunehmend mit der Bibel, sprach vorwiegend über religiöse Themen und betete häufig. In seinen letzten Jahren lebte er von staatlicher Altersversorgung. Am 14. März 1969 starb er im Los Angeles County+USC Medical Center an einer Gehirnblutung.